# Gennadj Krysin
Gennadj Krysin född den 25 december 1957 i Moskva, Ryssland, är en sovjetisk gymnast.
Han tog OS-silver i lagmångkampen i samband med de olympiska gymnastiktävlingarna 1976 i Montréal.